# Phlegetonia impleta
Phlegetonia impleta là một loài bướm đêm trong họ Noctuidae.